# Gorzyce (Precarpazia)
Gorzyce è un comune rurale polacco del distretto di Tarnobrzeg, nel voivodato della Precarpazia.
Ricopre una superficie di 69,36 km² e nel 2005 contava 13 960 abitanti.